# AB Argir
AB Argir (Argja Bóltfelag) – farerski klub piłkarski, powstały w 1973 roku w miejscowości Argir. Rozgrywa mecze w 1. deild, duńskim terytorium zależnym położonym na Morzu Norweskim. 

## Historia

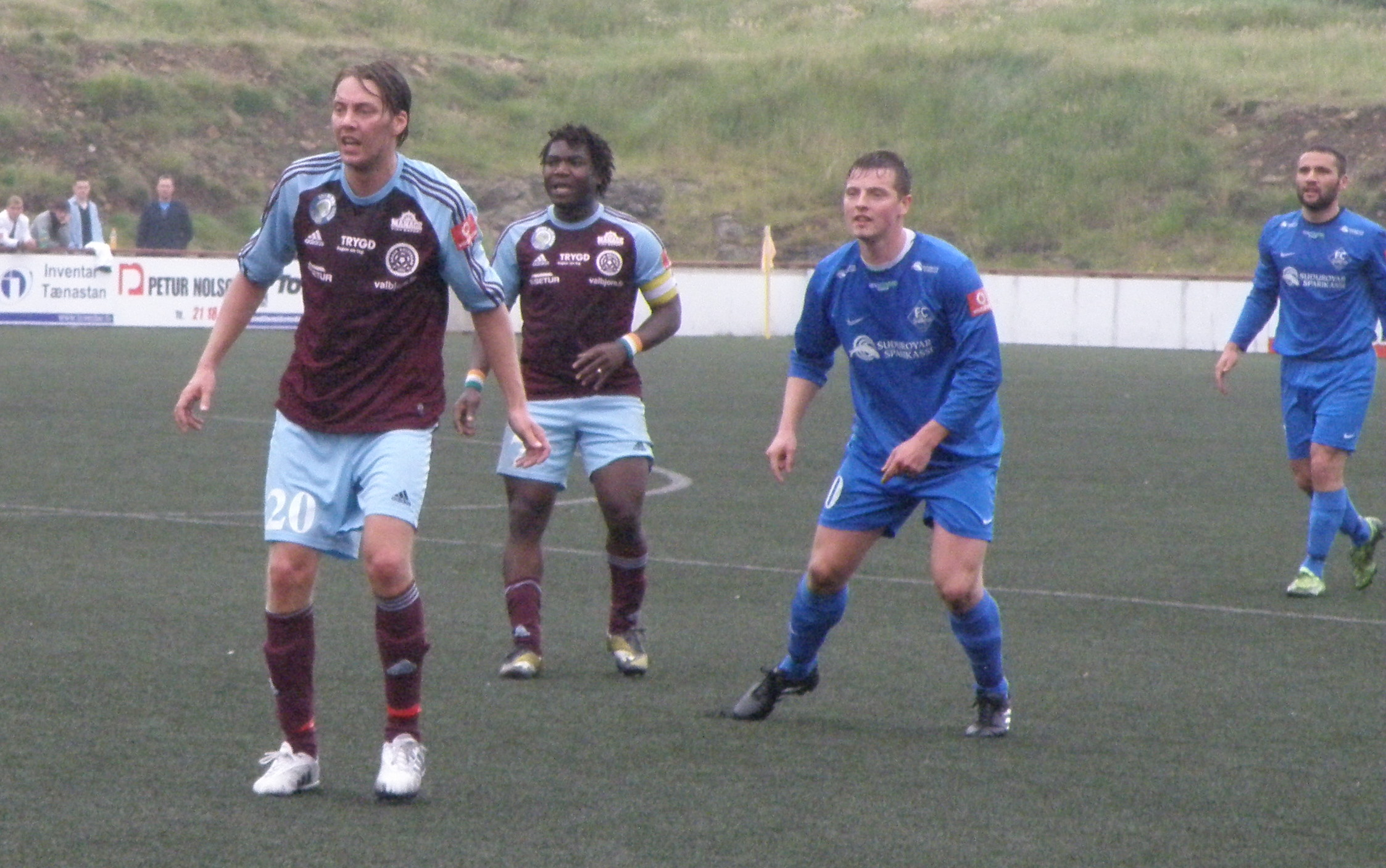
Mecz FC Suðuroy vs. AB

### 1973 - 1990
Klub AB Argir został założony 15 sierpnia 1973 roku przez Duńczyka Johnny'ego Nyby oraz innych entuzjastów futbolu z miejscowości Argir. Rok później skompletowano zarząd, w którego skład wchodziło siedem osób: Johnny Nyby (prezes), Kristian Arge, Sonja á Argjaboða, Jens Hansen, Erling Olsen, Fróði Olsen oraz Sæmundur Mortenen. Początkowo klub wynajmował szkolne boisko, później uzyskał niewielką powierzchnię, mierzącą 20x40 m. Powierzchnia ta mogła służyć jedynie w celach treningowych, gdyż nie spełniała wymogów, które pozwoliłyby na rozgrywanie meczów ligowych. Zawodnicy rozgrywali je jednym z boisk wchodzących w skład kompleksu Gundadulur, wynajmowanym od klubów B36 Tórshavn i HB Tórshavn. Po dziesięciu latach istnienia, w 1983 roku dla AB Argir wybudowano osobny stadion, zwany Inni í Vika, zdolny pomieścić do 2000 widzów. W 1985 roku przy stadionie na potrzeby klubu powstał dwupiętrowy budynek. Parter został zagospodarowany przez AB Argir, a pierwsze piętro przeznaczono na klasy dla lokalnej szkoły. W tym samym roku AB Argir awansował z 4. deild do 3. deild. Podczas kolejnego sezonu zajął piąte miejsce w tabeli, a w 1987 ostatnie, co spowodowało jego degradację do niższego poziomu rozgrywek. 

### 1991 - 2010
AB Argir ponownie awansował do trzeciego poziomu rozgrywek w 1990 roku, zajmując w kolejnym sezonie dziewiąte miejsce w tabeli, co spowodowało ponowną degradację. W roku 1998 boisko Vika Stadium zostało wyłożone sztuczną trawą, podobnie jak nawierzchnia większości boisk na Wyspach Owczych. W roku 2000 prezesem AB Argir został Tórálvur Stenberg. Klub awansował wówczas do 3. deild, gdzie w sezonie 2000 zajął czwarte miejsce w tabeli z dorobkiem dziesięciu zwycięstw na osiemnaście spotkań. Svend Eli Poulsen z AB został wówczas królem strzelców trzeciej ligi. Rok później zespół ponownie wygrał dziesięć meczów i zajął czwarte miejsce w ligowej tabeli. W 2002 roku został mistrzem 3. deild z trzynastoma zwycięstwami i dwoma remisami na szesnaście spotkań. Ponownie zawodnik AB (Johnny Samuelsen) zdobył największą liczbę bramek w sezonie. Podczas pierwszego sezonu na wyższym poziomie ligowym klub zajął czwarte miejsce w tabeli, a w trakcie kolejnego trzecie. W roku 2004, klub przejął cały budynek dzielony dotychczas z placówką edukacyjną. W 2005 roku ponownie znalazł się na miejscu czwartym, a najlepszym strzelcem drugiej ligi został Súni Fríði Barbá. Awans do Formuladeildin uzyskano rok później, kiedy klub znalazł się na drugim miejscu w tabeli, wygrywając piętnaście z dwudziestu jeden meczów. Klub dotarł wówczas do ćwierćfinału Pucharu Wysp Owczych. Debiut w najwyższej klasie rozgrywek zakończył się spadkiem do drugiej ligi. Klub zajął wówczas dziewiąte miejsce z siedemnastoma punktami na koncie. W roku kolejnym ponownie uzyskano awans, a najlepszym strzelcem 1. deild został gracz AB Tróndur Sigurðsson. Na koniec sezonu 2009 zespół znalazł się na szóstym miejscu w ligowej tabeli, wygrywając dziewięć z dwudziestu siedmiu spotkań. Korzystnego wyniku nie udało się jednak utrzymać w kolejnym roku i AB Argir ponownie spadł do 1. deild. Klub awansował jednak po raz pierwszy historii do półfinału Pucharu Wysp Owczych, gdzie przegrał 2-5 (1:1, 1:4) dwumecz z EB/Streymur. W tym samym roku rozbudowano także stadion, dodając między innymi miejsca siedzące.

### Po 2011
W 2011 AB Argir zajął trzecie miejsce w drugoligowej tabeli, a rok później drugie, ponownie awansując do najwyższej klasy rozgrywek. Królem strzelców drugiej ligi został wówczas Bjartur Kjærbo. W sezonie 2013 zespół zajął miejsce siódme w tabeli pierwszoligowej, z dorobkiem trzydziestu jeden punktów, a rok później miejsce ósme (25 punktów). W czerwcu 2013 rozpoczęto modernizację stadionu AB Argir, którą zakończono jeszcze w tym samym roku. Jego nazwę przemianowano wówczas na Blue Water Arena, a kolejna zmiana nazwy nastąpiła w 2015, od kiedy zwany jest Skansi Arena. W sezonie 2015 AB zajął ósme miejsce w tabeli ligowej, a rok później dziewiąte, co spowodowało ponowny spadek do niższego poziomu rozgrywek. Podczas sezonu 2017 klub wygrał dwadzieścia z dwudziestu siedmiu spotkań, co dało mu pierwsze miejsce w tabeli ligowej, a królem strzelców został gracz AB, Bjarki Nielsen. W rozgrywkach sezonu 2018 AB Argir wygrał jedynie pięć z dwudziestu siedmiu meczów, co dało mu przedostanie miejsce w tabeli ligowej, uniknął jednak spadku do 1. deild z uwagi na zajęcie drugiego miejsca w tej lidzie przez NSÍ II Runavík, który nie mógł awansować.

## Sukcesy

### Krajowe
- Mistrzostwo 1. deild (1x): 2017
- Mistrzostwo 2. deild (1x): 2002

### Indywidualne
- Król strzelców 1. deild (4x):
  - 2005 - Súni Fríði Barbá
  - 2008 - Tróndur Sigurðsson
  - 2012 - Bjartur Kjærbo
  - 2017 - Bjarki Nielsen
- Król strzelców 2. deild (1x):
  - 2002 - Johnny Samuelsen

## Poszczególne sezony
Objaśnienia:
1. Zmiana nazwy na 1. deild ze względu na nadanie nowej nazwy najwyższej klasie rozgrywek.
2. Zmiana nazwy na Vodafonedeildin ze względu na sponsora - Vodafone.
3. Zmiana nazwy na Effodeildin ze względu na sponsora - Effo.
4. Zmiana nazwy na Betrideildin ze względu na sponsora - Betri.

## Piłkarze
Stan na 17 kwietnia 2019
| Nr | Poz. | Piłkarz                |
| -- | ---- | ---------------------- |
| 1  | BR   | Sverri Petersen        |
| 16 | BR   | Mattias Lamhauge       |
| 16 | BR   | Heðin Stenberg         |
| 25 | BR   | Christopher Kristensen |
| 2  | OB   | Beinir Henriksen       |
| 4  | OB   | Hørður Tórsson         |
| 5  | OB   | Kristin Rasmussen      |
| 5  | OB   | Tóki Rasmussen         |
| 13 | OB   | Jónas Stenberg         |
| 19 | OB   | Sørin Samuelsen        |
| 21 | OB   | Leivur Joensen         |
| 6  | PO   | Eli Christiansson      |

| Nr | Poz. | Piłkarz           |
| -- | ---- | ----------------- |
| 7  | PO   | Jobin Drangastein |
| 8  | PO   | Bárður Olsen      |
| 9  | PO   | Tóki á Lofti      |
| 10 | PO   | Bjarni Skála      |
| 12 | PO   | Rógvi Poulsen     |
| 14 | PO   | Mikkjal Hentze    |
| 17 | PO   | Bartal Petersen   |
| 18 | PO   | Heri Mohr         |
| 20 | PO   | Filip í Liða      |
| 11 | NA   | Hans Annfinsson   |
| 22 | NA   | Bjarki Nielsen    |
| 23 | NA   | Ragnar Skála      |

## Dotychczasowi trenerzy
Następujący trenerzy prowadzili dotąd klub AB Argir:
Stan na 17 kwietnia 2019
| Lp. | Imię i nazwisko      | Okres urzędowania    | Okres urzędowania    |
| --- | -------------------- | -------------------- | -------------------- |
| 1.  | Oddbjørn Joensen     | ?                    | 2002                 |
| 2.  | Sámal Erik Hentze    | 2002                 | 2004                 |
| 3.  | Finn Johannesen      | czerwiec 2002        | czerwiec 2002        |
| 4.  | Kári Reynheim        | 2004                 | 2005                 |
| 5.  | Jóannes Jakobsen     | 2005                 | 2006                 |
| 6.  | Rúni Nolsøe          | 2006                 | 2007                 |
| 7.  | Oddbjørn Joensen     | 2007                 | czerwiec 2007        |
| 8.  | Sigfríður Clementsen | czerwiec 2007        | 2008                 |
| 9.  | Allan Mørkøre        | 2008                 | 2009                 |
| 10. | Allan Mørkøre        | 2009                 | 2010                 |
| 10. | John Petersen        | 2009                 | 2010                 |
| 11. | Allan Mørkøre        | 2010                 | 2011                 |
| 11. | Sámal Erik Hentze    | sierpień 2010        | 26 października 2013 |
| 12. | Bill McLeod Jacobsen | 5 listopada 2013     | 26 października 2013 |
| 13. | Oddbjørn Joensen     | 16 kwietnia 2014     | 1 czerwca 2015       |
| 14. | Sámal Erik Hentze    | 1 czerwca 2015       | 16 września 2015     |
| 15. | Trygvi Mortensen     | 1 stycznia 2016      | 2017                 |
| 16. | Kári Reynheim        | 2017                 | 25 października 2017 |
| 17. | Sorin Anghel         | 25 października 2017 |                      |

## Statystyki
- Liczba sezonów w najwyższej klasie rozgrywkowej: 8 (2007, 2009, 2010, 2013-2016, 2018-nadal)[7]
- Pierwsze zwycięstwo w najwyższej klasie rozgrywkowej: 15 kwietnia 2007 Skála ÍF – AB Argir 0:2 (0:0)[17]
- Najwyższe zwycięstwo w I lidze: 21 sierpnia 2016 AB Argir – B68 Toftir 5:0 (3:0)[18]
- Najwyższa porażka w I lidze: 25 maja 2014 AB Argir - NSÍ Runavík 0:7 (0:5)[19]
- Najdłuższa seria zwycięstw w I lidze: 5 (2013)[7]
- Najdłuższa seria porażek w I lidze: 8 (2010)[7]